# Tyrrell 021
El Tyrrell 021 fue un coche de carreras de Fórmula 1 diseñado por Mike Coughlan para Tyrrell Racing y corrió durante la temporada 1993 de Fórmula 1. El coche estaba propulsado por un motor Yamaha V10 y lo conducían Ukyo Katayama y Andrea de Cesaris. El coche no tuvo éxito y no anotó puntos durante la temporada. El 021 fue reemplazado por el 022 diseñado por Harvey Postlethwaite para la temporada 1994.

## Resultados
(Clave) (negrita indica pole position) (cursiva indica vuelta rápida)

| Año     | Motor      | Neu. | N.º | Pilotos           | 1   | 2   | 3   | 4   | 5   | 6   | 7   | 8   | 9   | 10  | 11  | 12  | 13  | 14  | 15  | 16  | Puntos | Pos. |
| ------- | ---------- | ---- | --- | ----------------- | --- | --- | --- | --- | --- | --- | --- | --- | --- | --- | --- | --- | --- | --- | --- | --- | ------ | ---- |
| 1993    | Yamaha V10 | G    |     |                   | RSA | BRA | EUR | SMR | ESP | MON | CAN | FRA | GBR | GER | HUN | BEL | ITA | POR | JPN | AUS | 0      | NC   |
| 1993    | Yamaha V10 | G    | 3   | Ukyō Katayama     |     |     |     |     |     |     |     |     |     | Ret | 10  | 15  | 14  | Ret | Ret | Ret | 0      | NC   |
| 1993    | Yamaha V10 | G    | 4   | Andrea de Cesaris |     |     |     |     |     |     |     |     | NC  | Ret | 11  | Ret | 13  | 12  | Ret | 13  | 0      | NC   |
| Fuente: |            |      |     |                   |     |     |     |     |     |     |     |     |     |     |     |     |     |     |     |     |        |      |